# Râul Rudăria
Râul Rudăria este un curs de apă, afluent al râului Nera. Pe râul Rudăria, în comuna Eftimie Murgu, Caraș-Severin există o rezervație mulinologică cuprinzând mai multe mori de apă cu ciutură orizontală.

Cascadă pe râul Rudăria

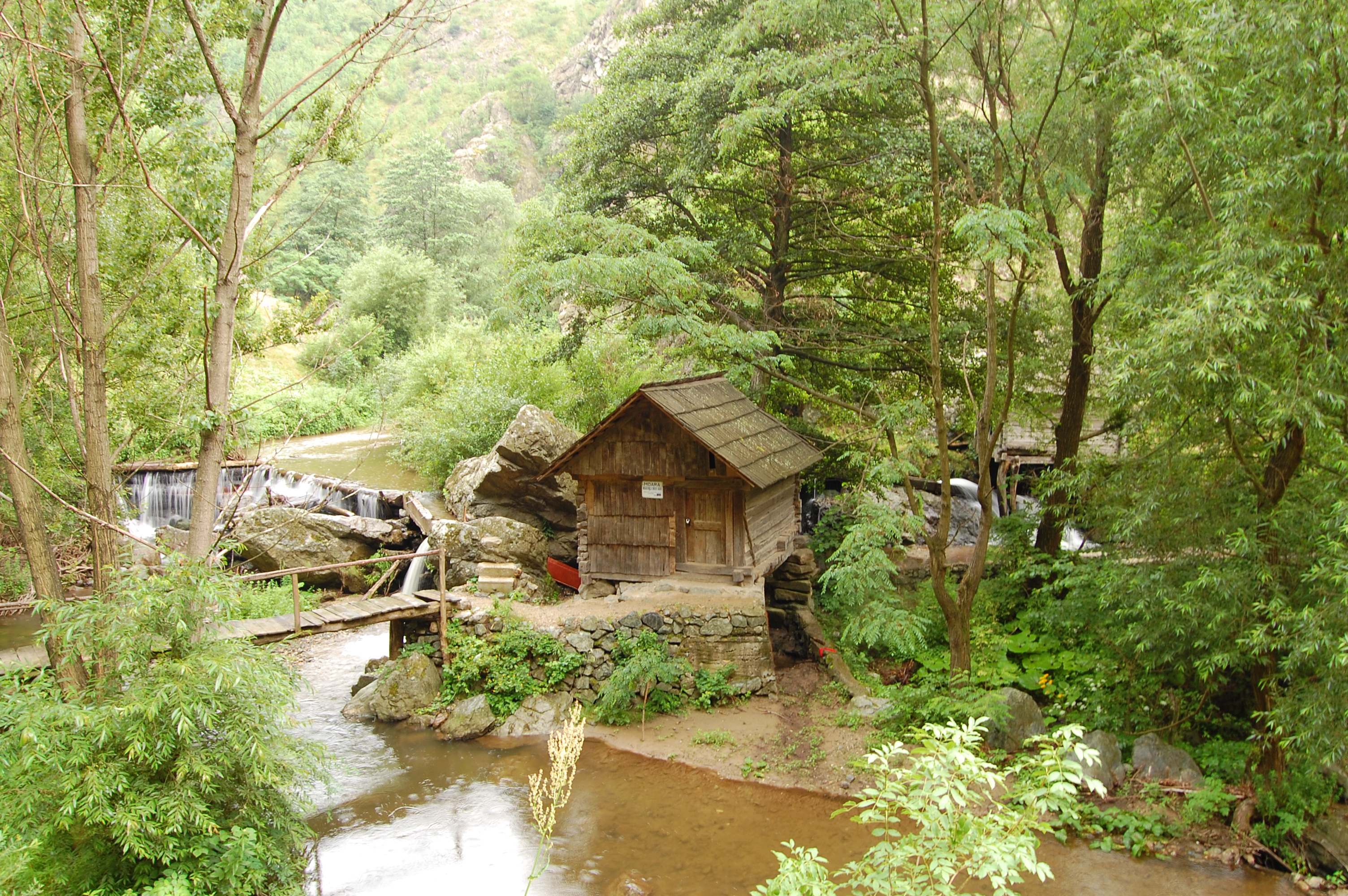
Moarâ pe râul Rudăria